# Автошлях Т 0514
Автошля́х Т 0514 — автомобільний шлях територіального значення у Донецькій області. Пролягає територією Краматорського та Покровського районів через Лиман — Райгородок — Слов'янськ — Краматорськ — Добропілля. Загальна довжина — 59,4 км.
Ділянка Краматорськ — Сергіївка вимощена бруківкою в 1959 р.

## Маршрут
Автошлях проходить через такі населені пункти:
| Автошлях Т 0514     |        |
| Донецька область    |        |
| Краматорський район |        |
| Лиман               | Т 0513 |
|                     |        |
| Райгородок          |        |
| Селезнівка          | М03    |
| Слов'янськ          | Н20    |
| Краматорськ         |        |
| Сергіївка           |        |
| Андріївка           |        |
| Покровський район   |        |
| Новотроїцьке        |        |
| Ганнівка            |        |
| Добропілля          | Т 0515 |